# 菱叶唇柱苣苔
菱叶唇柱苣苔（学名：Chirita subrhomboidea）为苦苣苔科唇柱苣苔属下的一个种。

## 扩展阅读
維基物種上的相關：菱叶唇柱苣苔